# Annie Jodry
Annie Jodry   (Reims i França, 4 d'octubre de 1935 - Estrasburg, 5 de novembre de 2016) fou una violinista francesa.
Es va graduar al Conservatori de París (1952), el 1954 va guanyar el Concurs Internacional d'Intèrprets a Ginebra. El 1955 va enregistrar el Concert per a violí núm. 5 de Wolfgang Amadeus Mozart amb l'Orquestra de Ràdio i Televisió de França sota la direcció de Pierre Monteux. Més tard, va actuar amb directors com André Cluytens, Jean Martinon, Charles Munch, Georges Prêtre, Zubin Mehta; va ser la primera violinista a França a interpretar el Concert per a violí i orquestra d'Aram Khatxaturian. En major mesura, però, Jaudry es va dedicar a la docència: des del 1978 va treballar al conservatori de Reims, des del 2003 professora a la "Schola Cantorum" parisenca.